# Dinictis
Dinictis es un género extinto de mamífero carnívoro de la familia Nimravidae que vivió Norteamérica durante los periodos Eoceno-Oligoceno (30,8—20,6 ma), existiendo aproximadamente por 10,2 ma. Son conocidos como falsos dientes de sable.

## Taxonomía

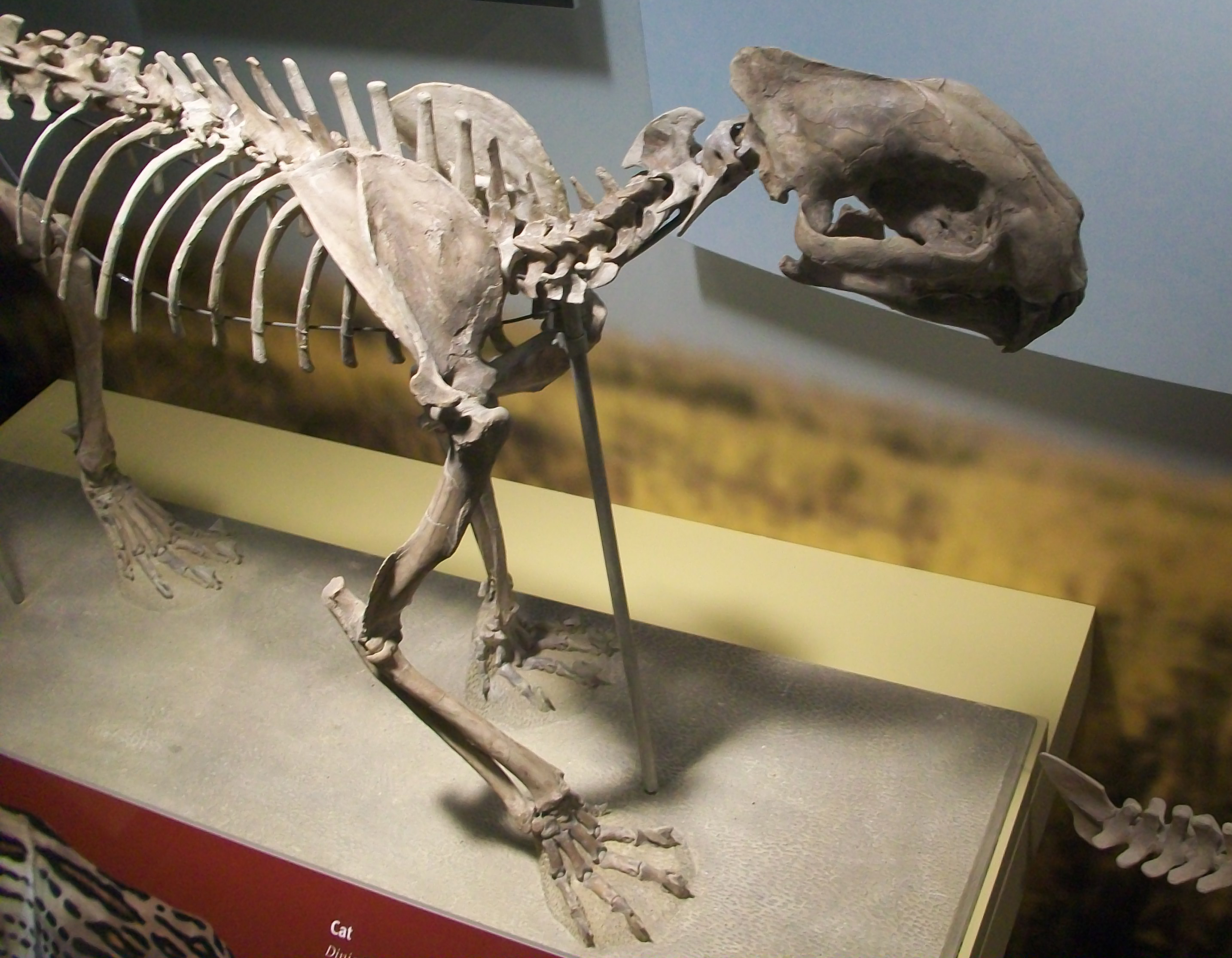
Esqueleto de Dinictis felina en el Museo Field de Historia Natural.

Dinictis fue denominado por Joseph Leidy (1854), en su artículo Dinictis felina. Fue asignado a Nimravidae por Leidy (1854); y a Nimravinae por Flynn y Galiano (1982), Bryant (1991) y Martin (1998).

## Morfología

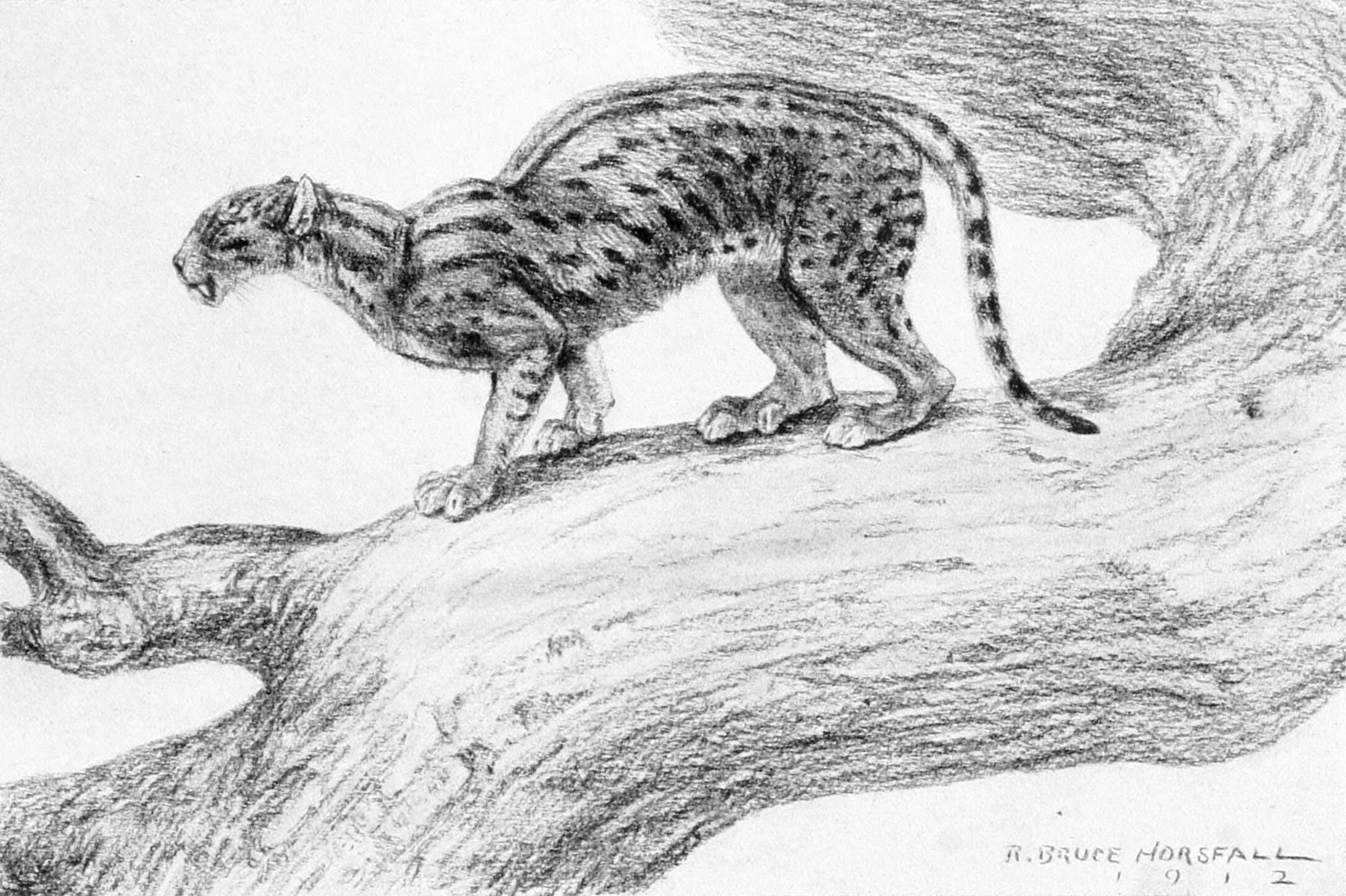
Representación gráfica de D. felina.

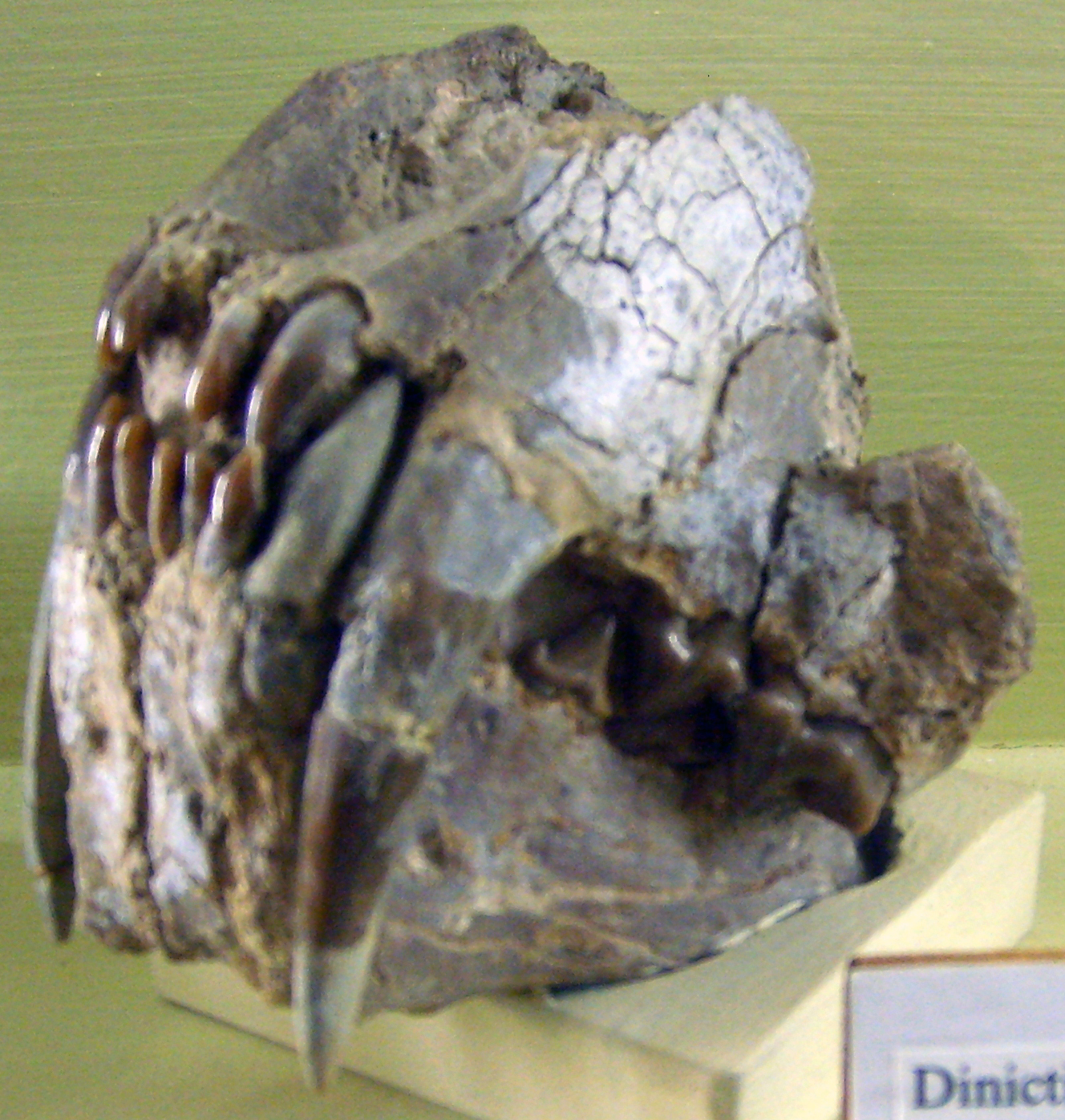
Parte frontal de un cráneo de Dinictis felina en el museo "für Naturkunde", Berlín.

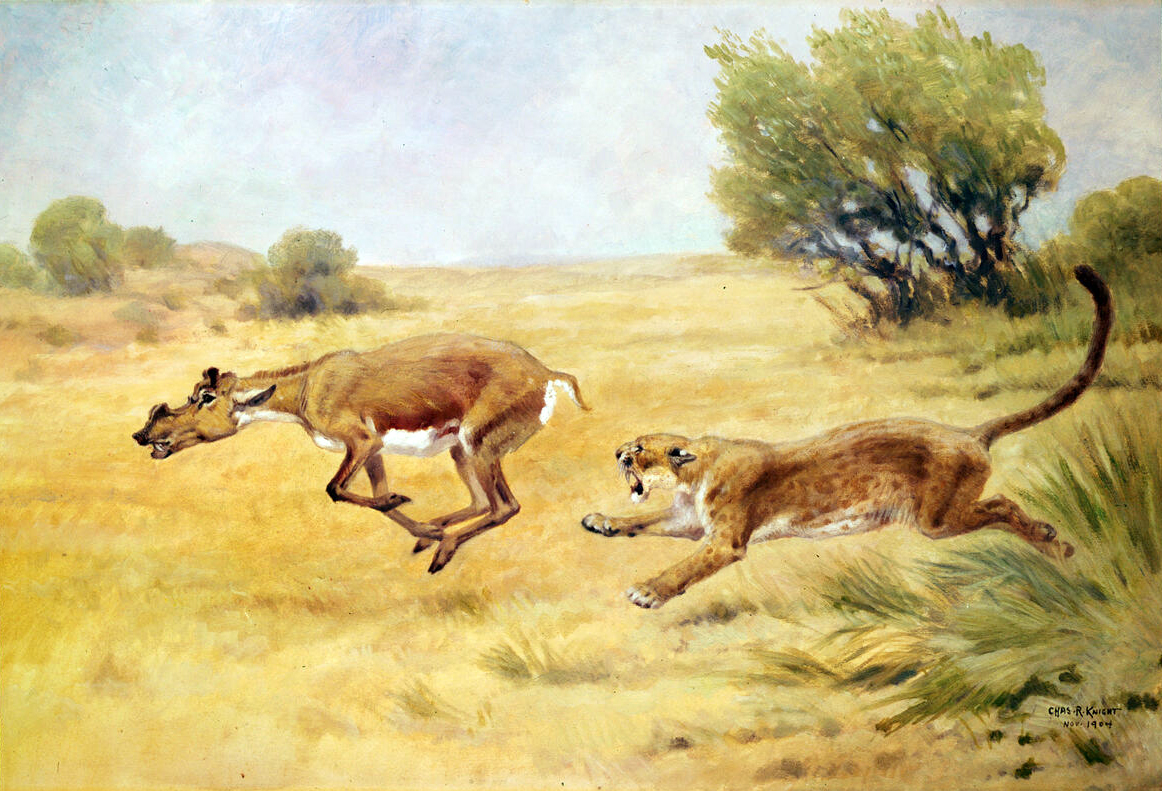
Un Dinictis cazando a un Protoceras.

Dinictis tenían un cuerpo grácil de 1,1 metros de largo, patas cortas con 0,6 metros de alto, garras solo parcialmente retraíbles, mandíbulas fuertes, y una larga cola. Era muy similar a su pariente, Hoplophoneus. La forma de su cráneo es la reminiscencia de un cráneo de félido más que del cráneo extremadamente corto de los pertenecientes a la familia  Machairodontinae. Comparado con los de los más recientes macairodontes, sus caninos superiores eran relativamente pequeños, aunque estos claramente salían de su boca. Bajo el extremo de los caninos, su mandíbula se despliega en la forma de un lóbulo. 
Dinictis eran plantígrados (caminaban sobre la planta de los pies), a diferencia de los  félidos modernos que son digitígrados. Tenía el aspecto de un leopardo pequeño y evidentemente su estilo de vida era también similar. Era probablemente menos especializado en la alimentación que sus descendientes, debido a la reducción de sus dientes se encontraba todavía en sus primeras etapas y Dinictis no había olvidado como masticar. A pesar de esto en su medio ambiente este podría haber sido un poderoso depredador.

## Ecología
Vivió en las planicies de Norteamérica y Canadá con fósiles encontrados en Saskatchewan y Colorado, Montana, Nebraska, Dakota, Wyoming, y Oregón en los Estados Unidos. Dinictis probablemente evolucionó de un primitivo ancestro similares al género Miacis los cuales vivieron en el Paleoceno.